# Романо, Кристи Карлсон
Кристи Карлсон Романо (англ. Christy Carlson Romano; родилась 20 марта 1984, Милфорд, Коннектикут) — американская актриса и певица. Наиболее известна по роли в ситкоме «Even Stevens» и озвучке Ким Пять-с-Плюсом в одноимённом мультсериале, а также озвучке Юффи Кисараги в игре «Kingdom Hearts» и в «Final Fantasy VII Advent Children».

## Карьера

### Актриса
Дебют Кристи состоялся на Бродвее в мюзикле «Парад» в роли Мэри Фэган.
В 2002 Романо стала первой, кто работал в трех проектах канала Disney Channel одновременно, совмещая свою работу в ситкоме «Even Stevens», съемки в фильме Кадет Келли (вместе с Хилари Дафф) и озвучку главной героини в мультсериале «Ким Пять-с-Плюсом» Она также озвучила Юффи Кисараги в английской версии фильма Final Fantasy VII Advent Children и в игре Kingdom Hearts.
17 февраля 2004 начала играть Белль в постановке Дисней «Красавица и чудовище» на Бродвее, где она заменила Меган МакДжиннис. Романо покинула производство 12 февраля 2004[уточнить].
22 февраля 2005 Романо выиграла самую первую награду «Connecticut’s Finest».
Недавно Романо снялась в проекте Avenue Q, где играла Кейт Монстер и Lucy the Slut. Она начала съемки 29 сентября 2008, заменив Кейри Андерсон, и оставалась в шоу до 23 ноября 2008. Она была заменена своей предшественницей.
Также недавно она сыграла Мишель в шоу Off-Broadway «Ложь Уайта», афиша к которому вышла 12 апреля 2010, и которое было официально открыто 6 мая 2010. Шоу закрылось 13 июня 2010.

### Певица
Во время работы на канале Disney Channel Кристи записала несколько саундтреков к фильмам и сериалам, таким как «Ким Пять-с-Плюсом» и «Teacher’s Pet». Впервые Романо пела на канале Disney Channel в первом сезоне «Even Stevens» (в 2000). В 2004 Walt Disney Records выпустил альбом «Greatest Disney TV & Film Hits», куда вошёл её новый сингл «Dive In» (написанный певицей Синди Морган) и другая песня, «Could It Be» из фильма «Kim Possible: So The Drama».

## Личная жизнь
С 31 декабря 2013 года Кристи замужем за сценаристом Бренданом Руни, с которым она встречалась два года до свадьбы. У супругов две дочери — Изабелла «Иззи» Виктория Руни (род. 24.12.2016) и София Элизабет Руни (род. 18.02.2019).

## Дискография

### Альбомы
- Greatest Disney TV & Film Hits (2004)

### МузыкаMySpace
Песни (в порядке релиза):
| Песня                                           | Месяц/Год появления                                                                  |
| ----------------------------------------------- | ------------------------------------------------------------------------------------ |
| «The Problem»                                   | ноябрь 2005 — март 2005                                                              |
| «Simple»                                        | ноябрь 2005 — февраль 2006                                                           |
| «Promise»                                       | ноябрь 2005 — октябрь 2007                                                           |
| «Headphones On»                                 | ноябрь 2005 — январь/февраль 2006                                                    |
| «We’ll Awaken»                                  | март 2006 — июнь 2006                                                                |
| «Wrong»                                         | март 2006 — изначальное название — «Hope» позднее изменено на «Wrong» — октябрь 2007 |
| «Closer to Closure»                             | март 2006 — июнь 2006                                                                |
| «Junky Love»                                    | июнь 2006 — сентябрь 2006 и октябрь 2007 — май 2009                                  |
| «Just a Song»                                   | июнь 2006 — сентябрь 2006                                                            |
| «She Waits»                                     | сентябрь 2006                                                                        |
| «A Boy Like You»                                | сентябрь 2006 — ноябрь 2006                                                          |
| «Changed»                                       | сентябрь 2006 — ноябрь 2006                                                          |
| «No Such Thing»                                 | сентябрь 2006 — октябрь 2007                                                         |
| «Running Away»                                  | сентябрь 2006 — ноябрь 2006                                                          |
| «Even a Hero»                                   | ноябрь 2006 — октябрь 2007                                                           |
| «Friday Night (кавер-версия на The Click Five)» | март 2007                                                                            |
| «Rewind»                                        | октябрь 2007 — май 2009                                                              |
| «Celebrity»                                     | октябрь 2007 — май 2009                                                              |
| «Point of View»                                 | январь 2009 — май 2009                                                               |

Саундтреки
| Год  | Песня                              | Саундтрек                                 |
| ---- | ---------------------------------- | ----------------------------------------- |
| 1996 | «Chiquita Banana»                  | Everyone Says I Love You                  |
| 1998 | Разные песни в оригинальной записи | Парад                                     |
| 2004 | «Toy Town»                         | Radio Disney Jingle Jams                  |
| 2006 | «We’ll Awaken»                     | The Cutting Edge: Going for the Gold      |
| 2006 | «Let’s Bounce»                     | Дневники принцессы 2: Как стать королевой |
| 2007 | «Friday Night»                     | Укради моё сердце                         |
| 2007 | «No Such Thing»                    | Укради моё сердце                         |
| 2007 | «Best Time of the Year»            | Disney Channel Holiday                    |
| 2008 | «Catch Me If You Can»              | The Cutting Edge 3: Chasing the Dream     |

## Фильмография

### Кино
| Год  |    | Русское название                        | Оригинальное название              | Роль            |
| ---- | -- | --------------------------------------- | ---------------------------------- | --------------- |
| 1997 | ф  | Генри Фул                               | Henry Fool                         | Перл            |
| 1999 | ф  | Чокнутая                                | Goosed                             | Гэйл            |
| 2000 | ф  | В ожидании эха                          | Looking for an Echo                | Тина Пирелли    |
| 2005 | мф | Последняя фантазия VII: Дети пришествия | Final Fantasy VII: Advent Children | Юффи Кисараги   |
| 2007 | в  | Укради моё сердце                       | Taking Five                        | Дэниэль Томпсон |
| 2009 | ф  | Вулфсбейн: Человек-волк                 | Wolvesbayne                        | Алекс Лейтон    |
| 2010 | мф | Легенда о тайном проходе                | The Legend of Secret Pass          | Ника            |
| 2010 | ф  | —                                       | Suicide Dolls                      | Эмбер           |
| 2010 | ф  | —                                       | Movin’ In                          | Энн Бек         |
| 2010 | в  | Зеркала 2                               | Mirrors 2                          | Дженна Маккарти |
| 2012 | ф  | Косяки                                  | Loosies                            | Кармен          |
| 2012 | ф  | Угроза заражения                        | Infected                           | Келли           |
| 2013 | ф  | —                                       | Lucky Dog                          | Шарон           |
| 2015 | ф  | Девушка на фотографиях                  | The Girl in the Photographs        | Бритни          |
| 2016 | в  | —                                       | Christmas All Over Again           | Мэрилин         |

### Телевидение
| Год       |    | Русское название                       | Оригинальное название                | Роль              |
| --------- | -- | -------------------------------------- | ------------------------------------ | ----------------- |
| 1996      | тф | —                                      | The Many Trials of Tammy B           | Дэни              |
| 1999      | с  | Направляющий свет                      | Guiding Light                        | Эрика             |
| 2000—2003 | с  | Зажигай со Стивенсами                  | Even Stevens                         | Рен Стивенс       |
| 2001      | тф | —                                      | B.S.                                 | Энди Бреннер      |
| 2002      | тф | Кадет Келли                            | Cadet Kelly                          | Дженнифер Стоун   |
| 2002—2007 | мс | Ким Пять-с-плюсом                      | Kim Possible                         | Ким Пять-с-плюсом |
| 2003      | тф | Как остаться в живых                   | The Even Stevens Movie               | Рен Стивенс       |
| 2003      | мф | Ким Пять-с-плюсом: Борьба во времени   | Kim Possible: A Sitch in Time        | Ким Пять-с-плюсом |
| 2005      | мф | Ким Пять-с-плюсом: Подумаешь, трагедия | Kim Possible: So the Drama           | Ким Пять-с-плюсом |
| 2005      | с  | Вечное лето                            | Summerland                           | Гиги              |
| 2005      | мс | Лило и Стич                            | Lilo & Stitch: The Series            | Ким Пять-с-плюсом |
| 2005      | тф | Школьные секреты                       | Campus Confidential                  | Вайолет           |
| 2006      | тф | Золотой лёд 2: В погоне за золотом     | The Cutting Edge: Going for the Gold | Джеки Дорси       |
| 2006      | мф | Каспер: Школа страха                   | Casper's Scare School                | Манта             |
| 2007      | с  | —                                      | Kaya                                 | Кэт               |
| 2008      | тф | Золотой лёд 3: В погоне за мечтой      | The Cutting Edge: Chasing the Dream  | Джеки Дорси       |
| 2009      | с  | Сестра Готорн                          | Hawthorne                            | Алекс             |
| 2014      | тф | —                                      | Deadly Daycare                       | Гэбби             |
| 2016      | тф | Рождество с Андерсонами                | Christmas with the Andersons         | Кэролайн          |
| 2018      | с  | Город героев: Новая история            | Big Hero 6: The Series               | Трина             |
| 2019      | тф | Материнский инстинкт                   | Maternal Instinct                    | Глория            |
| 2019      | тф | Ким Пять-с-плюсом                      | Kim Possible                         | Поппи Блу         |

### Видеоигры
| Год  |    | Русское название   | Оригинальное название                | Роль              |
| ---- | -- | ------------------ | ------------------------------------ | ----------------- |
| 2002 | ки | Королевство сердец | Kingdom Hearts                       | Юффи              |
| 2002 | ки | —                  | Kim Possible: Revenge of Monkey Fist | Ким Пять-с-плюсом |

## Бродвей
| Год       | Шоу                  | Роль        |
| --------- | -------------------- | ----------- |
| 1998—1999 | Парад                | Мэри Фэган  |
| 2004      | Красавица и чудовище | Белль       |
| 2008      | Авеню Q              | Кейт Монстр |

## Награды и номинации
| Год  | Результат | Награда            | Категория                                              | Работа                  |
| ---- | --------- | ------------------ | ------------------------------------------------------ | ----------------------- |
| 2001 | Победа    | Young Artist Award | Лучшее выступление в сериале — ведущая молодая актриса | Even Stevens            |
| 2002 | Победа    | Young Artist Award | Лучшее выступление в сериале — ведущая молодая актриса | Even Stevens            |
| 2004 | Номинация | Young Artist Award | Лучший взрослый в роли тинейджера                      | Even Stevens: The Movie |
| 2005 | Номинация | Daytime Emmy       | Outstanding Performer in an Animated Program           | Ким Пять-с-Плюсом       |